# Bougafer 33
Pour plus de détails, voir Fiche technique et Distribution.
Bougafer 33 est un film documentaire marocain réalisé en 2010.

## Synopsis
La colonisation franco-espagnole du Maroc s'étale de 1903 à 1934. Aït Atta est le nom d'une tribu située dans le massif montagneux du Saghro, a l'est de Ouarzazate. Commandée par Assou Oubasslam, cette tribu sera l'une des dernières à se soumettre à l'armée coloniale, à l'issue de la remarquable bataille de Bougafer, à l'hiver 1933. Ce film documentaire, nourrit de témoignages de locaux présents au moment des faits et de descendants de combattants, retrace le déroulement de cette mémorable, violente et asymétrique bataille. Des comptes-rendus verbaux prononcés par le sergent-chef Isidore Lelong, en service au front de cette bataille, sont diffusés dans le film. 

## Fiche technique
- Auteur : Mustapha Qadery
- Réalisation : Ahmed Baidou
- Production : Stormproduction
- Scénario / Screenplay : Mustapha Qadery
- Image : Ahmed Baidou
- Montage : Ahmed Baidou
- Montage Son : Chakib El Hennaoui
- Mixage : Adil Aissa
- Musique : Bahha et sa troupe

## Récompenses
- Festival de Martil, 2010
- Festival Issni Ourgh, Agadir 2010